# Republicanismo en Barbados
El republicanismo en Barbados es el período de la historia contemporánea de Barbados por el cual el país dejó atrás la monarquía constitucional parlamentaria bajo un monarca británico para convertirse en una república parlamentaria. Tras una serie de enmiendas constitucionales, la última gobernadora general titular, Sandra Mason, fue elegida como la primera presidenta de Barbados el 20 de octubre de 2021.

## Historia
En 1979, se constituyó una comisión de investigación conocida como Comisión Cox sobre la Constitución, encargada de estudiar la viabilidad de introducir un sistema republicano. La Comisión Cox llegó a la conclusión de que los barbadenses preferían mantener la monarquía constitucional. Por tanto, no se prosiguió con la propuesta de pasar a la categoría republicana. El manifiesto de 1994 del Partido Laborista de Barbados abordó el tema de la república, proponiendo un referéndum. De acuerdo con esta promesa, el 29 de octubre de 1996 se nombró una Comisión de Revisión de la Constitución, presidida por Henry de Boulay Forde, para revisar la Constitución de Barbados.
La Comisión eligió como Vicepresidente a Oliver Jackman, ex diplomático y juez de la Corte Interamericana de Derechos Humanos. La Comisión tenía el mandato de:
1. “determinar la necesidad de mantener el sistema monárquico de gobierno y hacer recomendaciones con respecto a la forma ejecutiva de gobierno más adecuada para proteger la democracia parlamentaria, los derechos y libertades fundamentales de los ciudadanos de Barbados y lograr un gobierno eficaz y eficiente a fin de posicionar a Barbados para enfrentar los desafíos del siglo XXI y más allá.
2. Asesorar y hacer recomendaciones sobre la conveniencia o no de mantener el vínculo de Barbados con la Corona.
3. Asesorar y hacer recomendaciones sobre una estructura para la Autoridad Ejecutiva de Barbados que sea la más adecuada para proteger la Independencia y Autoridad del Parlamento y los derechos y libertades fundamentales de sus ciudadanos”.
La Comisión celebró audiencias públicas en Barbados y en el extranjero. La Comisión informó el 15 de diciembre de 1998 y presentó su informe al Gobernador General de Barbados, y recomendó que Barbados adoptara un sistema de república parlamentaria. En 1999, el Manifiesto del Partido Laborista de Barbados propuso que las conclusiones de la Comisión y su recomendación de que Barbados se convierta en una república recibirían la pronta atención del Gobierno.
Un proyecto de ley sobre referéndum se presentó en el Parlamento y tuvo su primera lectura el 10 de octubre de 2000. Con la disolución del Parlamento justo antes de las elecciones de 2003, el proyecto de ley sobre referéndum no fue prorrogado.

## Propuesta de referéndum de 2008
Se planificó la celebración de un referéndum sobre la conversión de Barbados en república en agosto de 2008, cerca de la fecha de las elecciones parlamentarias. Sin embargo, el 2 de diciembre de 2007 se informó que la votación se aplazaría para una fecha posterior.

De acuerdo con la Ley de Referéndum de 2005, la pregunta que se debe hacer es:
¿Está de acuerdo con la recomendación de la Comisión de Revisión de la Constitución de que Barbados se convierta en una república parlamentaria y que el jefe de Estado de Barbados sea un presidente ciudadano de Barbados?
El Gobierno de Barbados anunció su intención de celebrar un referéndum sobre la cuestión de la república en febrero de 2005, presentándose ese mes un proyecto de ley de referéndum. El proyecto de ley se convirtió en ley en octubre de 2005. La ley no fijaba una fecha para el referéndum, sino que especificaba que el "Día del referéndum" podía ser proclamado por el gobernador general, con una duración no superior a 90 días ni inferior a 60 días. desde la fecha de la proclamación. La ley en sí no podía enmendar la constitución de Barbados, porque en virtud del artículo 49.1 se requiere una mayoría de dos tercios del Parlamento para hacer cualquier enmienda.
Mia Mottley, quien fue vice primera ministra de Barbados, dijo: «Creemos que es lo correcto tener un jefe de Estado de Barbados. Aceptamos que existía la preocupación de que el Gobierno por sí solo no debería tomar esa decisión en este día y edad y, por lo tanto, estamos comprometidos a expresar nuestros puntos de vista al público y hacer que los juzguen».

## Propuesta de 2015
El 22 de marzo de 2015, el primer ministro Freundel Stuart anunció que Barbados avanzaría hacia una forma republicana de gobierno «en un futuro muy próximo». Stuart dijo en una reunión de su Partido Laborista Democrático: «No podemos darnos una palmada en el hombro por haber ido a la independencia; haber descolonizado nuestra política; no podemos palmearnos en el hombro por haber descolonizado nuestra jurisprudencia al desvincularnos del Comité Judicial del Privy Council y explicarle a nadie por qué seguimos teniendo un sistema monárquico. Por lo tanto, su Excelencia Errol Barrow descolonizó la política; Owen Arthur descolonizó la jurisprudencia y Freundel Stuart va a completar el proceso».
El secretario general del Partido Laborista Democrático, George Pilgrim, confirmó la medida y dijo que se esperaba que coincidiera con el 50 aniversario de la independencia de Barbados en 2016. Según Pilgrim, el cambio se implementaría a través de un proyecto de ley que se presentaría al Parlamento de Barbados.
Según la Constitución del país, se necesita una mayoría de dos tercios en el Parlamento para autorizar el cambio. El Partido Laborista Democrático tiene una mayoría de dos tercios en el Senado de Barbados, pero no en la Cámara de la Asamblea, donde necesitaría el apoyo del opositor Partido Laborista de Barbados para aprobar la transición.

## Propuesta de 2020
En septiembre de 2020, el gobierno del Partido Laborista de Barbados de la primera ministra Mia Mottley anunció en su discurso de ascensión que Barbados se convertiría en una república en noviembre de 2021. A la fecha del anuncio, el Partido Laborista de Barbados contaba una mayoría de dos tercios en ambas cámaras del Parlamento de Barbados (incluidos todos los escaños de la cámara baja menos uno), suficiente para aprobar una enmienda constitucional. Si el plan tiene éxito, Barbados dejaría de ser un reino de la Commonwealth, pero seguiría siendo miembro de la Mancomunidad de Naciones. Un informe de prensa declaró que Guyana, así como Trinidad y Tobago, ya tienen una relación con la Mancomunidad como la mayoría de sus Estados miembros, formando una asociación flexible de antiguas colonias británicas y dependencias actuales.
En un discurso de 2020, la gobernadora general de Barbados, Sandra Mason, declaró que «ha llegado el momento de dejar atrás por completo nuestro pasado colonial. Los barbadenses quieren un jefe de Estado barbadense». El ex primer ministro Freundel Stuart también fue partidario de que Barbados se convierta en una república, al igual que el ex alto comisionado de Barbados en el Reino Unido, Guy Hewitt, quien afirmó en una entrevista que muchos barbadenses creen que el país se debe a «un ciudadano nativo como jefe de Estado».
El 27 de julio de 2021, el Día de Importancia Nacional en Barbados, Mottley anunció que el gabinete de Barbados había decidido que Barbados se convertiría en una república parlamentaria para el 30 de noviembre, y aceptó las recomendaciones de la Comisión Forde. Según la propuesta, el presidente sería elegido por ambas cámaras del Parlamento por un período de cuatro años y sería elegible para un segundo período. El presidente tendría principalmente poderes ceremoniales; el poder real seguiría estando de facto en manos del primer ministro y el Gabinete.

### Reforma constitucional
El 20 de septiembre de 2021, el Proyecto de Ley de Constitución (Enmienda) de 2021 se presentó al Parlamento de Barbados. Propuso las siguientes enmiendas a la Constitución de Barbados:
- Todas las referencias en la legislación barbadense a Su Majestad la Reina, la Corona y el Soberano se leerán e interpretarán como referencias al Estado;
- Todas las referencias a los "dominios de Su Majestad" se leerán e interpretarán como una referencia a la Mancomunidad de Naciones.
- Todas las referencias al Gobernador General se leerán e interpretarán como referencias al Presidente de Barbados;
- Todos los poderes del Gobernador General transferidos al Presidente;
- Se modificaron los juramentos oficiales de Barbados para eliminar las referencias al monarca.
- Se elegirá al primer presidente en una sesión conjunta del Parlamento de Barbados antes del 15 de octubre de 2021 mediante el nombramiento conjunto del Primer Ministro de Barbados y del Líder de la Oposición con la persona elegida para asumir el cargo el 30 de noviembre de 2021;
- Una vez finalizado el mandato del primer presidente, los futuros presidentes serán elegidos mediante una nominación conjunta del Primer Ministro y el Líder de la Oposición o, si no hay una nominación conjunta, una votación de ambas cámaras del Parlamento de Barbados, requiriéndose una mayoría de dos tercios;
- El Presidente servirá un periodo de cinco años;
- Se adquirirán todos los bienes en poder de la Corona por parte del Estado;
- Se conferirán todos los derechos y privilegios del Gobernador General hacia el Presidente;
- Se conferirán las prerrogativas o privilegios de la Corona o Soberano en el Estado, sujeto a la Constitución;

El 28 de septiembre de 2021, la Cámara de la Asamblea de Barbados aprobó el proyecto de ley (25-0). El 6 de octubre de 2021, el Senado de Barbados aprobó el proyecto de ley.

### Primera presidenta
El 12 de octubre de 2021, la gobernadora general de Barbados, Sandra Mason, fue nominada conjuntamente por el primer ministro y el líder de la oposición como candidata a la primera presidencia de Barbados, y posteriormente elegida el 20 de octubre. Mason asumió el cargo el 30 de noviembre de 2021.